# 러네이 루소
러네이 마리 루소(영어: Rene Marie Russo, 영어 발음: /rəˈneɪ/, 1954년 2월 17일 ~ )는 미국의 배우, 전직 모델이다. 이탈리아계이다. 1990년대 고예산 액션 영화에 자주 출연하였으며, 대표작으로 《리썰 웨폰 3》(1992)와 《리썰 웨폰 4》(1998), 《아웃브레이크》(1995), 《겟 쇼티》(1995) 등이 있다. 2010년대 들어 마블 스튜디오 영화에 합류하여 《토르: 천둥의 신》(2011)과 《토르: 다크 월드》(2013)에서 오딘의 아내 프리가 역을 맡았다. 남편 댄 길로이가 감독을 맡은 《나이트크롤러》(2014)에 출연해 2015년 제41회 새턴 여우조연상을 수상하고 2014년 전미 비평가 협회상과 제68회 영국 아카데미 영화상의 여우조연상 후보에 지명되었다.

## 출연 작품

### 영화
- 메이저 리그 (1989)
- 운명의 칵테일 (1990)
- 프리잭 (1992)
- 리썰 웨폰 3 (1992)
  - 리썰 웨폰 4 (1998)
- 사선에서 (1993)
- 메이저 리그 2 (1994)
- 아웃브레이크 (1995)
- 겟 쇼티 (1995)
- 틴 컵 (1996)
- 랜섬 (1996)
- 토마스 크라운 어페어 (1999)
- 록키와 불윙클 (2000)
- 쇼타임 (2002)
- 빅 트러블 (2002)
- 투 포 더 머니 (2005)
- 나, 너 그리고 우리 (2005)
- 토르: 천둥의 신 (2011) - 프리가 역
  - 토르: 다크 월드 (2013)
  - 어벤져스: 엔드게임 (2019)
- 나이트크롤러 (2014)
- 인턴 (2015)
- 저스트 겟팅 스타티드 (2017) - 수지 역
- 벨벳 버즈소 (2019) - 로도라 역